# Doliomalus cimicoides
Doliomalus cimicoides là một loài nhện trong họ Trochanteriidae. Loài này phân bố ở Chile.